# ソファラ

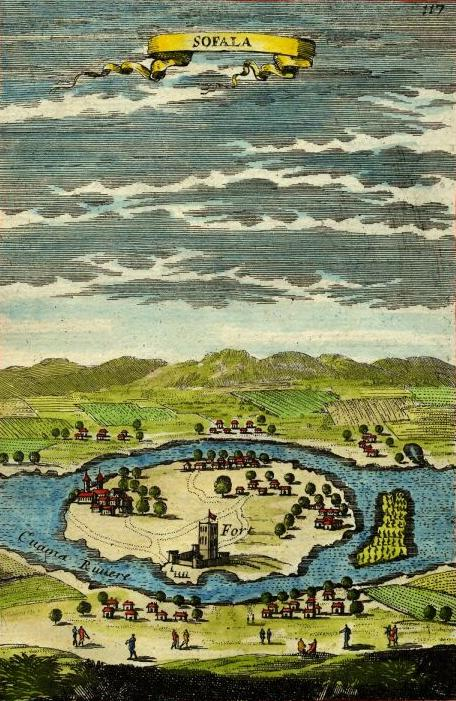
1683年のソファラ、マレ画。

ソファラ（ポルトガル語: Sofala）──現在はノヴァ・ソファラ（Nova Sofala）として知られている──とはかつてのフラ山に都したモノモタパ王国の主要港であった。モザンビークのソファラ州のソファラ堆に位置している。
南部アフリカで最古とされる港であり、中世ソファラはその名をインド洋に注ぐソファラ川（ブジ川）からとった。ヴァスコ・ダ・ガマの同僚トメー・ロペスはソファラを聖書のOphirとそのかつての統治者シバの女王の王朝と結びつける物語を残している。しかし、その意見はジョン・ミルトンが『失楽園』で言及してから放棄された。
ソファラは紀元700年頃から栄えていた。アラブ人は915年から沿岸に出入するようになり、ペルシアの商人が続いた。1180年代にはキルワ王国のスルターン支配下になり、スワヒリ文化圏に入った。後背地（主にジンバブエ）で採掘した金を海岸まで運ぶためのダウ船がソファラ川とサベ川を行き交った。
ポルトガルのユダヤ人ペロ・ダ・コヴィーリャは、1489年に金脈の発見を期待すると共にソファラを訪れた最初のヨーロッパ人として知られている。ポルトガルによる町の支配は1505年に、ソファラ総督を自認したペロ・デ・アナイアによってなされ、ソファラはこの地域初のポルトガル植民地となった。アナイアはヨーロッパから輸入した石材で工場とサン・カエターノ要塞を建設した（石材は後にベイラ大聖堂の建設に再利用された）。町のかつての偉大さと富貴を示す遺跡はほとんど残っていない。
1890年にベイラが20マイル北に建設されると、ソファラは商業的傑出性を失った。かつて港は100隻収容可能と謳われたが、川岸の森林伐採と表土の堆積により泥に埋まってしまった。